# Razor & Tie

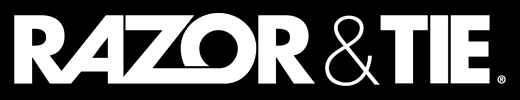
logo.

Razor & Tie é uma corporação novaiorquina fundada em 1990 por Cliff Chenfeld e Craig Balsam. A empresa engloba uma gravadora (que possui acordos com a Sony Music), além de uma empresa video, uma companhia de mídia, publicações de música, marketing, promoções e uma central de marketing.
Desde o início de sua existência, a gravadora concentrou-se em produzir álbuns de "Greatest Hits" e coletâneas. Razor & Tie agora representa os músicos que produzem música no Folk, Dance, Metal, Pop, Rock, Soul e em quase todos os gêneros. Atualmente, a lista de artistas contratados pela Razor & Tie inclui The Pretty Reckless, Nicole Atkins, Kidz Bop Kids, Angélique Kidjo, Dar Williams, Devin the Dude, Joan Baez, All That Remains, Dave Barnes, Brand New, Endeverafter, Kelly Sweet, Semi Precious Weapons, Ryan Shaw, Tina Sugandh, Simon Collins, Dead Confederate, Day of Fire, Just Surrender, Mathias Anderle, The Graduate, e Norma Jean, For Today.